# Principles of Lust
Principles of Lust е третият сингъл от дебютния албум „MCMXC a.D.“ на немската ню ейдж/електронна група Енигма. В албума „Principles of Lust“ фигурира като 3-частова песен от около 12 минути, а като сингъл де факто е издадена втората част: „Find Love“. Първата част на „Principles of Lust“ е издадена под името „Sadeness (Part I)“. „Find Love“ не успява да постигне успеха на предните две издадени песни, но за сметка на това предизвиква скандал около групата на Майкъл Крету с излизането на официалния клип към песента. Клипът моментално е забранен за излъчване както по MTV, така и по други големи музикални телевизии, заради провокативното съдържание на видеото.

## Песни
- Сингъл във Великобритания

1. „Radio Edit“ – 3:25
2. „Omen Mix“ – 5:52
3. „Jazz Mix“ – 3:06
4. „Sadeness (radio edit)“ – 4:17

- Сингъл в САЩ

1. „Radio Edit“ – 3:25
2. „Everlasting Lust Mix“ – 5:25
3. „Album Version“ – 4:20
4. „Jazz Mix“ – 3:06

- Сингъл в Япония

1. „Radio Edit“ – 3:25
2. „Everlasting Lust Mix“ – 5:25
3. „The Omen Mix“ – 5:52
4. „Sadeness (Meditation Mix)“ – 3:04